# Holzhaus Z8

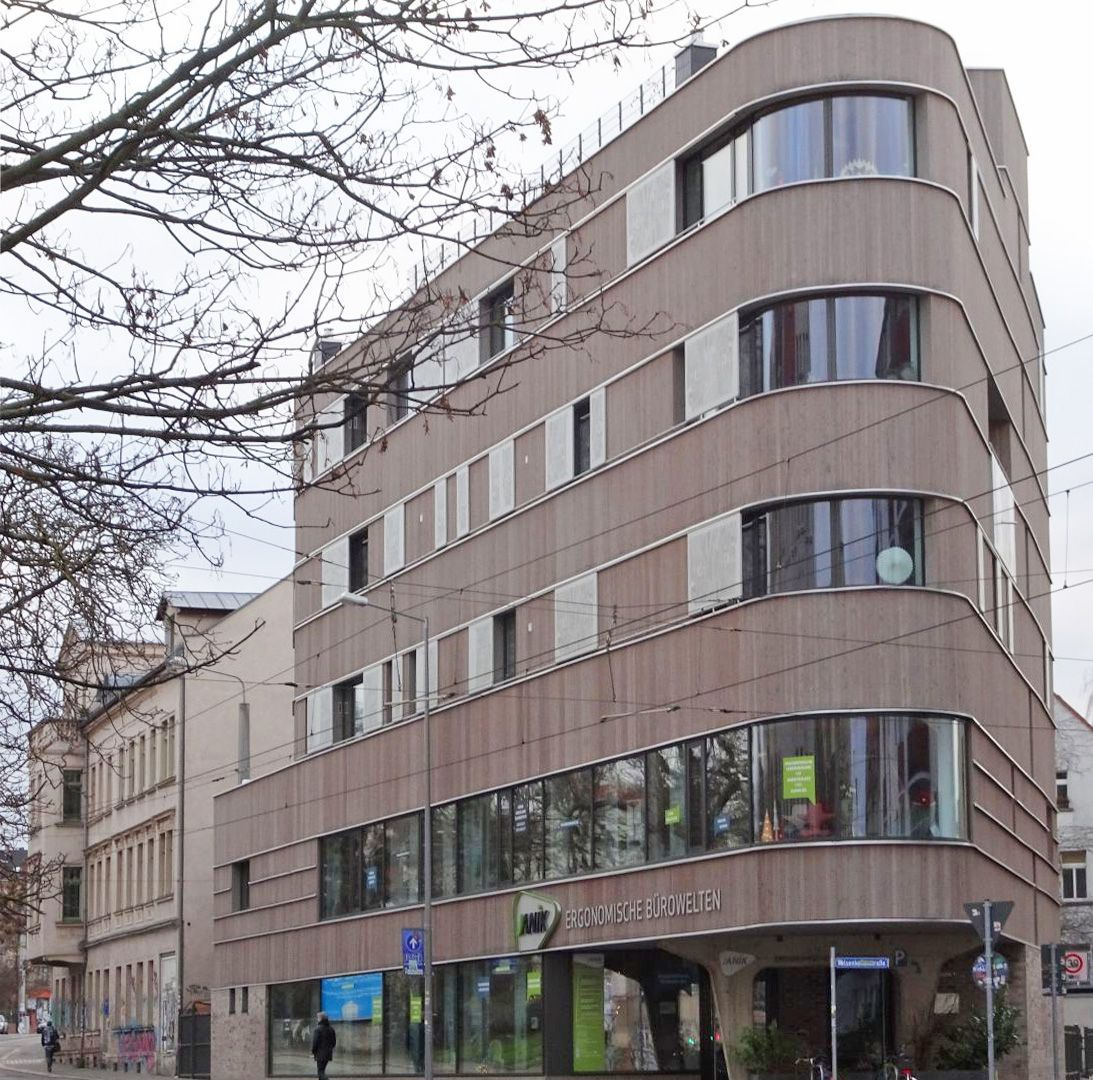
Holzhaus Z8 in Leipzig-Lindenau (2019)

Das Holzhaus Z8 (auch Holzhaus Lindenau) ist ein fünfgeschossiges Wohn- und Geschäftshaus in Massivholzbauweise in Leipzig-Lindenau. Es wurde 2018 von der privaten Bauherrengemeinschaft Z8 GbR errichtet und erhielt mehrere Architekturpreise.

## Lage
Das Grundstück des Hauses liegt an der Einmündung der Felsenkellerstraße in die Zschochersche Straße, die einen spitzen Winkel von 36 Grad bildet. Die so entstehende Dreiecksfläche misst an den Längsseiten 42 Meter und an der Schmalseite 28 Meter. In der Zschocherschen Straße stünde dem Grundstück die Nummer 8 zu, weshalb sich die Baugemeinschaft Z8 so benannte. Wegen seines Zugangs in der Felsenkellerstraße erhielt es die Adresse Felsenkellerstraße 1.
Die Umgebung ist von einer mehrgeschossigen Wohnbebauung, überwiegend in geschlossener Blockrandbauweise, geprägt. Die Lage ist verkehrsreich. Durch die Zschochersche Straße fährt die Straßenbahn. In Höhe des Grundstücks münden von Westen die Kösener Straße in die Felsenkellerstraße und die Erich-Zeigner-Allee in die Zschochersche Straße.

## Geschichte

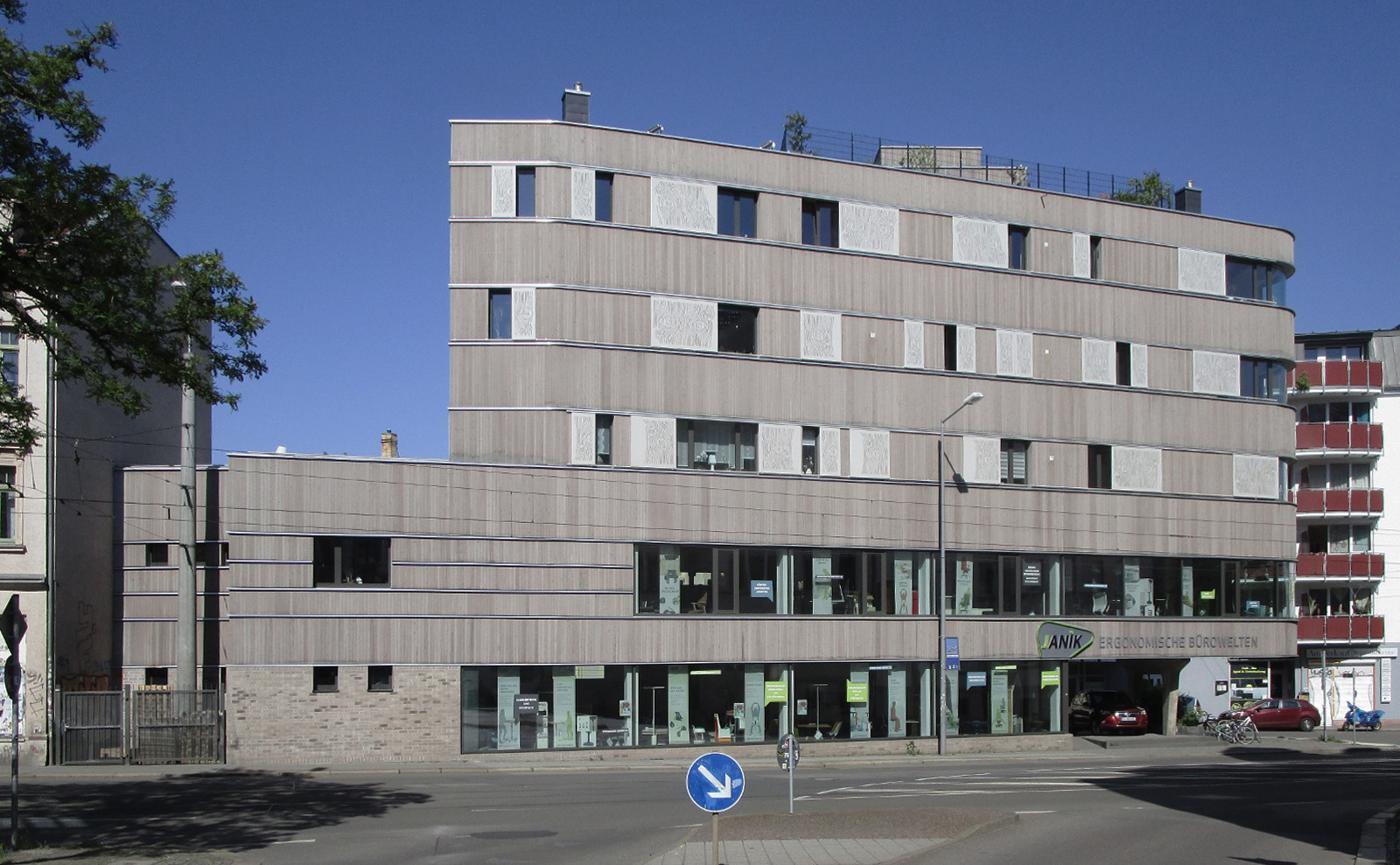
Fassade zur Zschocherschen Straße (2021)

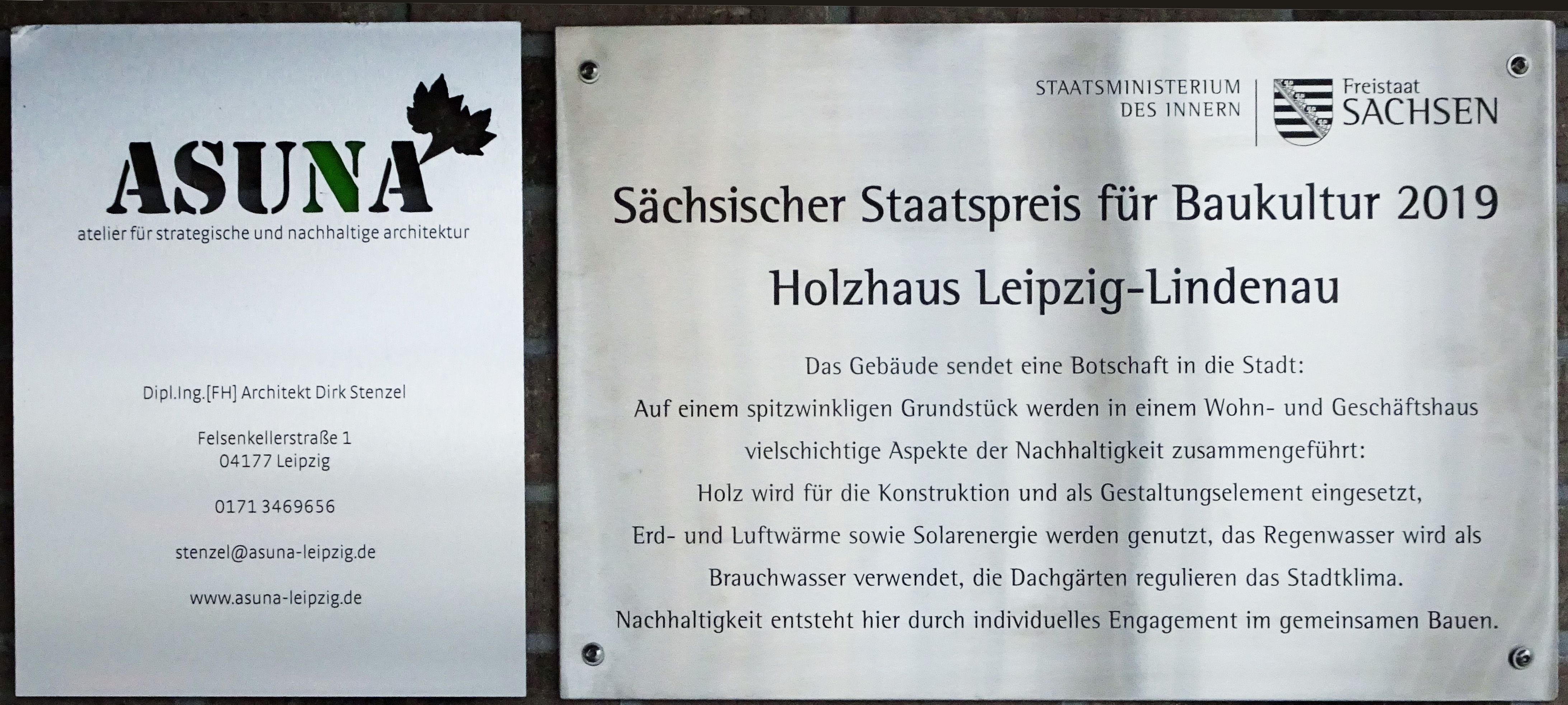
Sächsischer Staatspreis für Baukultur 2019 für das Holzhaus Leipzig-Lindenau (2019)

In der Zeit des Nationalsozialismus wurde das Eckgrundstück von einer auf dem Nachbargrundstück der Zschocherschen Straße beheimateten Autovermietung mitgenutzt. Dann stand darauf bis 1961 eine Tankstelle. Nach einer Brachlage lag zuletzt dort ein eingezäunter Garten.
Geplant wurde das Holzhaus von dem Architekten Dirk Stenzel (ASUNA, atelier für strategische und nachhaltige architektur, Leipzig), der auch einer der Bauherren ist. Nach einer wegen des speziellen Brandschutzes langwierigen Planungs- und Genehmigungsphase begann 2016 die Errichtung des Hauses. Die Grundplatte ist aus Beton, ebenso Treppenanlage und Aufzugsschacht. Um Letztere herum errichteten vier Zimmerleute einer Torgauer Zimmerei in nur fünf Wochen den Rohbau des Hauses mit Holzbaufertigteilen. Diese Teile lieferte das Sägewerk des Konzerns Stora Enso im österreichischen Ybbs an der Donau.
Am 31. März 2017 war Richtfest, und Ende 2017 zogen die ersten Nutzer ein. Die Baukosten beliefen sich auf 2,5 Millionen Euro.
Das Holzhaus Z8 wurde 2019 sowohl mit dem Sächsischen Staatspreis für Baukultur als auch mit dem Architekturpreis der Stadt Leipzig ausgezeichnet. Außerdem erhielt es den dritten Preis beim KfW Award Bauen 2019 in der Kategorie Neubau.
Das Thema des Sächsischen Staatspreises für Baukultur 2019 lautete „Nachhaltig in die Zukunft“. In der Begründung für die Preisvergabe an das Holzhaus Z8 machte die Jury die Nachhaltigkeit des Baus unter anderem an folgenden Aspekten fest: Verwendung des nachwachsenden Rohstoffs Holz als Konstruktions- und Gestaltungsmaterial, kurze Bauzeit durch Vorfertigung der Bauelemente, Nutzung regenerativer Energien (Solar- und Erdwärme), Reduzierung des Wasserverbrauchs durch Nutzung des Regenwassers als Brauchwasser sowie die stadtklimatische Regulierungsfunktion durch die Dachgärten.

## Beschreibung

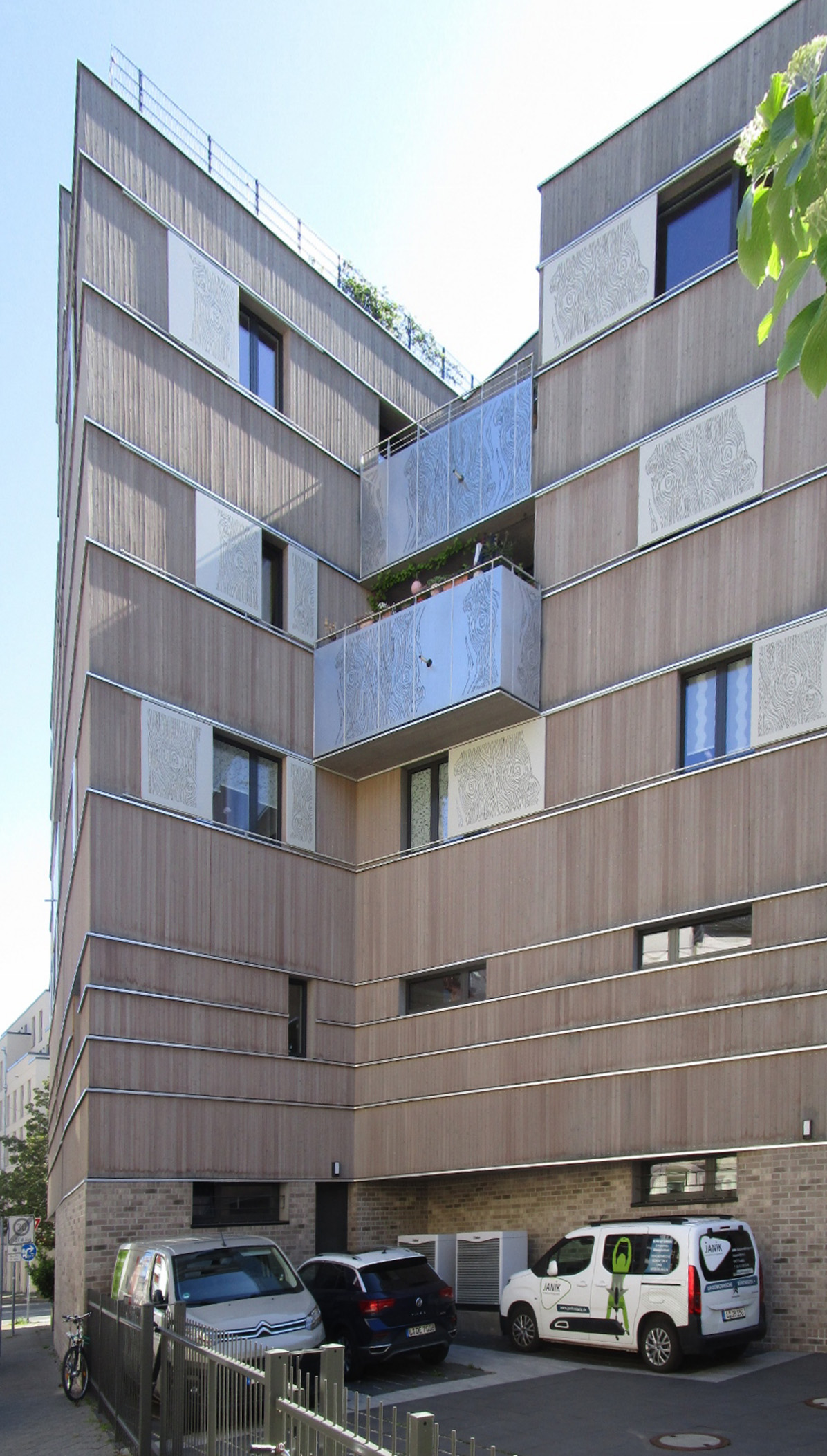
Hofseite (2021)

Der 19,5 Meter hohe fünfgeschossige Bau nimmt nicht die gesamte Front zur Zschocherschen Straße ein, das südliche Viertel ist nur zwei Geschosse hoch. Nach der Felsenkellerstraße bleibt ein 16 Meter langer Hofbereich mit Parkplätzen frei. Unter dem nördlichen Ende stützt ein Träger das Gebäude, sodass ein offener Durchgang entsteht.
Die Elemente des Massivholzbaus bestehen aus kreuzweise verleimtem, 16 bis 24 cm dickem Brettsperrholz für die Außenwände und die Decken sowie mit paralleler Faserrichtung verleimtem Brettschichtholz für die Stützen-Riegel-Konstruktion. Für Rohbau und Fassade wurden etwa 540 m³ Holz verbaut. Nichttragende Metallständer-Innenwände auf tragfähigen Decken aus Brettsperrholz ermöglichen individuelle Raumzuschnitte, wobei die Installationen unter der Gipskartonverkleidung verlegt sind. Die Räume haben Fußbodenheizung.
Die Außenhaut des Gebäudes ist eine vorvergraute Verkleidung aus Holz der Sibirischen Lärche mit waagerechten Aluminiumbändern und Schienen zur Führung der Alu-Schiebeläden für die Fenster. Das Haus hat zwei Erdwärmepumpen, Sonnenkollektoren und eine Regenwassernutzungsanlage. Der Dachgarten wird gemeinsam genutzt.
Im Erdgeschoss und im ersten Obergeschoss befindet sich auf 430 Quadratmetern Fläche ein Geschäft für ergonomische Büroausstattungen. Die drei Obergeschosse darüber enthalten vier Wohnungen mit Flächen von 120 bis 195 Quadratmetern.